# Giovanni Antonio De Lagaia

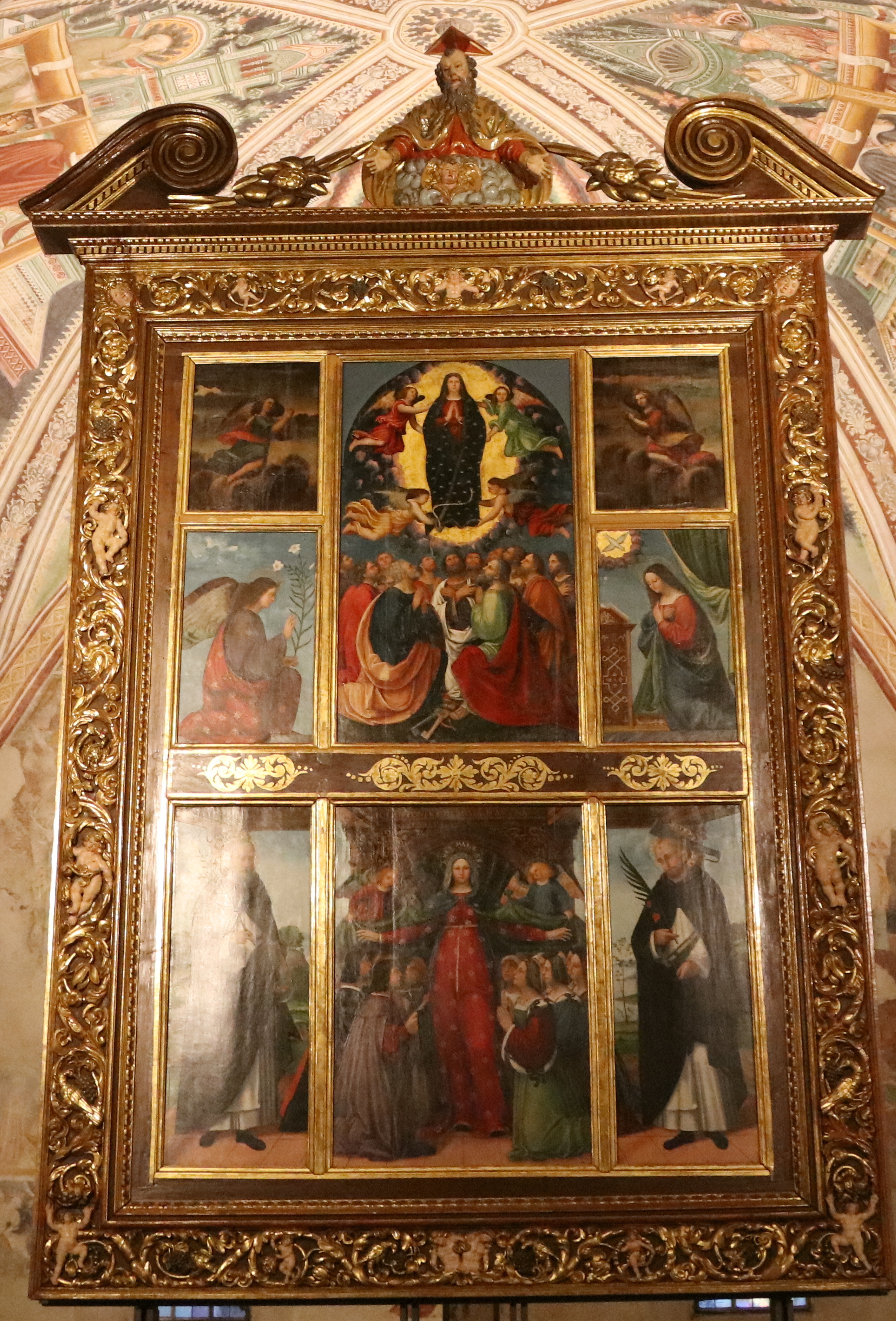
Ascona, Santa Maria della Misericordia

Giovanni Antonio De Lagaia (Ascona, 1495 circa – Roma, 8 dicembre 1532) è stato un pittore svizzero-italiano.

## Biografia
La sua esatta data di nascita non è nota, ma la sua opera è documentata dal 1519 quando appone la firma su di un polittico della chiesa della Madonna della Misericordia del Collegio Papio di Ascona, anche se probabilmente egli fu l'autore solo di alcune parti dell'opera (che era stata commissionata a Giovanni Agostino da Lodi ma che non fu potuta essere portata a termine a causa della morte dell'artista avvenuta nel 1518).
Gli vengono attribuiti affreschi nella chiesa della Madonna delle Grazie di Maggia e nella chiesa di Santa Maria di Loreto a Lugano. Forse è l'autore di una Madonna col Bambino conservata al Fogg Art Museum a Cambridge. Nel dicembre del 1532 affresca la Chiesa di San Pietro in Costa a Dosso del Liro e la chiesa di San Martino di Tours a Montemezzo.